# Golden Kamuy
Golden Kamuy (яп. ゴールデンカムイ Го:рудэн Камуи) — манга, написанная и иллюстрированная Сатору Нода. Она публиковалась в журнале издательства Shueisha Weekly Young Jump с августа 2014 по апрель 2022 года, а её главы были собраны в тридцать один том танкобона. История повествует о Саити Сугимото, ветеране русско-японской войны начала двадцатого века, и его стремлении найти огромное количество золота народа айну, которому помогает молодая айнская девушка по имени Асирпа. За использование айнского языка отвечает лингвист Хироси Накагава из Университета Тибы.
На её основе был снят аниме-сериал студией Geno Studio. Первые два сезона были впервые показаны с апреля по декабрь 2018 года, а третий — с октября по декабрь 2020 года. Премьера четвёртого сезона, созданного студией Brain's Base, состоялась в октябре 2022 года.
К марту 2023 года тираж манги превысил 24 миллиона экземпляров, что сделало её одной из самых продаваемых серий манги. Манга получила девятую награду Манга тайсё в 2016 году и 22-ю культурную премию Тэдзуки Осаму в 2018 году.

## Сюжет
Саити Сугимото, ветеран битвы на Холме 203 в русско-японской войне, работает шахтёром на Хоккайдо, чтобы обеспечить вдову своего погибшего товарища. Он слышит сомнительную историю о золотом кладе айнов, местонахождение которого скрыто в татуировках группы заключённых, сбежавших из тюрьмы Абасири. Когда он обнаруживает, что история правдива и что многие другие группы стремятся добыть золото, он решает найти его вместе с Асирпой, молодой девушкой-айну.

## Медиа

### Манга
Golden Kamuy написана и иллюстрирована Сатору Нодой. Она начала выходить в журнале Weekly Young Jump издательства Shueisha 21 августа 2014 года. По состоянию на июнь 2020 года серия насчитывает 22 танкобона.

### Аниме-сериал
Адаптация манги в виде аниме-сериала производится студией Geno. Её снимает Хитоси Намба по сценарию Нобору Такаги с музыкой Кэнъитиро Суэхиро под художественным руководством Ацуси Морикавы и руководством CG Юко Окумуры и Ясутаки Хамады. Кэнъити Онуки занимается адаптацией дизайна персонажей для анимации, в то время как Кодзи Ватанабэ отвечает за вид огнестрельного оружия, Синъя Анасума — различный реквизит, а Рю Сумиёси — дизайн животных. Начальная тема серии «Winding Road» исполняется MAN WITH A MISSION, а завершающая тема «Hibana» — The Sixth Lie. Как и для манги, Хироси Накагава, лингвист университета Тиба, консультирует по языку айнов.
Впервые о выходе аниме было объявлено в июле 2017 года в Weekly Young Jump. Первый сезон состоял из 12 серий, вышедших с 9 апреля по 25 июня 2018 года на телеканалах Tokyo MX, ytv, STV и BS11.
Первый сезон был выпущен на трёх DVD и Blu-ray в Японии, начиная с июля 2018 года; первоначально диски должны были выйти в июне, но выпуск отложили, чтобы улучшить качество отснятого материала по сравнению с телевизионной версией. На диски также вошли мини-серии Golden Dōga Gekijō, включая четыре полностью новых серии, размещённых на первом диске. Golden Dōga Gekijō — это ONA-сериал, состоящий из 25-секундных серий, основанных на бонусах, публиковавшихся в томах манги и в журнале Weekly Young Jump. Их режиссёром выступил Кэнсиро Морий, а продюсировали DMM.futureworks и W-Toon Studio. Изначально серии выкладывались в онлайн, первая стала доступна 16 апреля 2018.
В конце трансляции первого сезона было объявлено о создании второго. Его премьерная трансляция прошла с 8 октября по 24 декабря 2018 года. Начальная тема второго сезона «Reimei» исполняется Саюри и My First Story, а финальная тема «Tokeidai no Kane» — Eastern Youth.
7 июля 2019 года стало известно о выходе третьего сезона. 13 марта 2020 года было объявлено, что его премьера пройдёт в октябре 2020 года. 5 октября 2020 года прошла трансляция первой серии. Начальную тему «Grey» исполняет Fomare, а завершающую «Yūsetsu» — The Sixth Lie. Третий сезон состоит из 12 серий.
5 декабря 2021 года было объявлено, что сериал получит четвёртый сезон. Brain’s Base продюсирует сезон, заменяя Geno Studio. Сизутака Сугахара является главным режиссёром, а Такуми Ямакава создаёт персонажей. Нобору Такаги возвращается, чтобы писать сценарий. Премьера сезона состоялась в октябре 2022 года.
19 сентября 2018 года на DVD была выпущена первая OVA, основанная на арке манги «Барато». Диск шёл в комплекте с 15 томом манги. К 17 тому, вышедшему 19 марта 2019 года, прилагалась вторая OVA. Третья — на основе арки «Монстр» — вышла вместе с 19-м томом 19 сентября 2019 года.
Сериал транслировался одновременно по всему миру через сервис Crunchyroll. Funimation взялась за английский дубляж, трансляция которого началась 30 апреля 2018 года.

### Фильм
19 апреля 2022 года было объявлено, что экранизация манги в виде фильма с актёрами, получила зелёный свет.

## Отзывы

### Продажи
По состоянию на апрель 2018 года Golden Kamuy было напечатано 5 миллионов экземпляров томов манги. Её седьмой том вошёл в рейтинг японских комиксов Oricon за неделю с 18 по 24 апреля 2016 года и занял восьмое место. На 19 июня 2019 года, день выхода 18 тома, общее число изданных томов дошло до 10 млн.

### Манга
Манга выиграла девятую премию Манга тайсё. Манга была номинирована на 20-й и 21-й ежегодный культурный приз имени Тэдзуки Осаму в 2016 и 2017 годах и заняла 22-е место в 2018 году в категории Гран-при. Она также была номинирована на 40-ю премию манги Коданся в общей категории и на премию Айснера за лучшее американское издание азиатского комикса. В 2016 году манга заняла второе место в рейтинге для читателей-мужчин по версии издания Kono Manga ga Sugoi!. Манга получила премию Social Impact Award на 24-м Japan Media Arts Festival в 2021 году.
Британский музей в Лондоне использовал изображение персонажа Асирпы для продвижения своей выставки манги, которая проходила с 23 мая по 26 августа 2019 года.

## Комментарии
1. ↑  Credited as Chief Director (яп. チーフディレクター Chīfu Direkutā).